# Sechs Metamorphosen nach Ovid
Die Sechs Metamorphosen nach Ovid (op. 49) sind sechs von Benjamin Britten im Jahr 1951 komponierte Stücke für Solo-Oboe. Das Werk, das Bilder aus den Metamorphosen des römischen Dichters Ovid darzustellen versucht, ist der Oboistin Joy Boughton gewidmet, der Tochter des Komponisten Rutland Boughton, einem Freund von Britten. Von ihr wurde es am 14. Juni 1951 beim Aldeburgh Festival uraufgeführt. 

## Form
Wie der Titel sagt, besteht das Werk aus sechs Stücken, die alle als Programm mit der Zusammenfassung der jeweiligen Metamorphose überschrieben sind:
1. Pan who played upon the reed pipe which was Syrinx, his beloved.
2. Phaeton who rode upon the chariot of the sun for one day and was hurled into the river Padus by a thunderbolt.
3. Niobe who, lamenting the death of her fourteen children, was turned into a mountain.
4. Bacchus , at whose feasts is heard the noise of gaggling women's tattling tongues and shouting out of boys.
5. Narcissus who fell in love with his own image and became a flower.
6. Arethusa who, flying from the love of Alpheus the river god, was turned into a fountain.

Die meisten der einzelnen Stücke enthalten kleine Pausen oder Fermaten zwischen den einzelnen Phrasen. Eine Aufführung dauert ungefähr 12–15 Minuten.